# Geschichte der Juden in Belgien

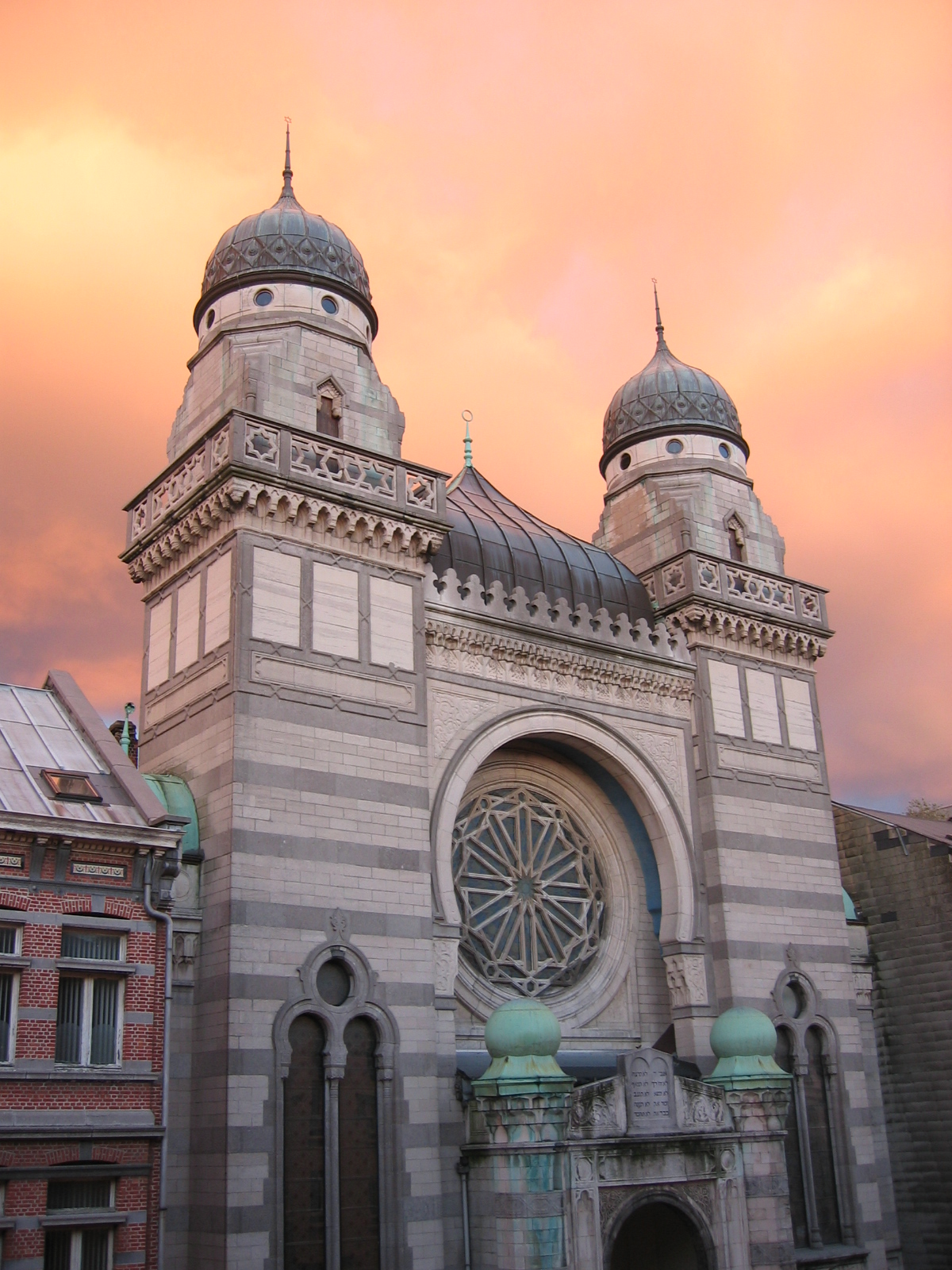
Große Synagoge in Antwerpen von 1892

Die Geschichte der Juden in Belgien verlief im Mittelalter ähnlich wie in Deutschland, unter den Habsburgern bot das Land einerseits Zuflucht für Flüchtlinge aus Spanien und Portugal, ging andererseits aber gegen die jüdische Zuwanderung vor. Der Holocaust traf viele Juden, doch war auch der Widerstand in der Bevölkerung beachtlich. In der Gegenwart wird über eine Auswanderung nach Israel diskutiert, um wachsendem Antisemitismus zu entgehen.

## Antike und Mittelalter

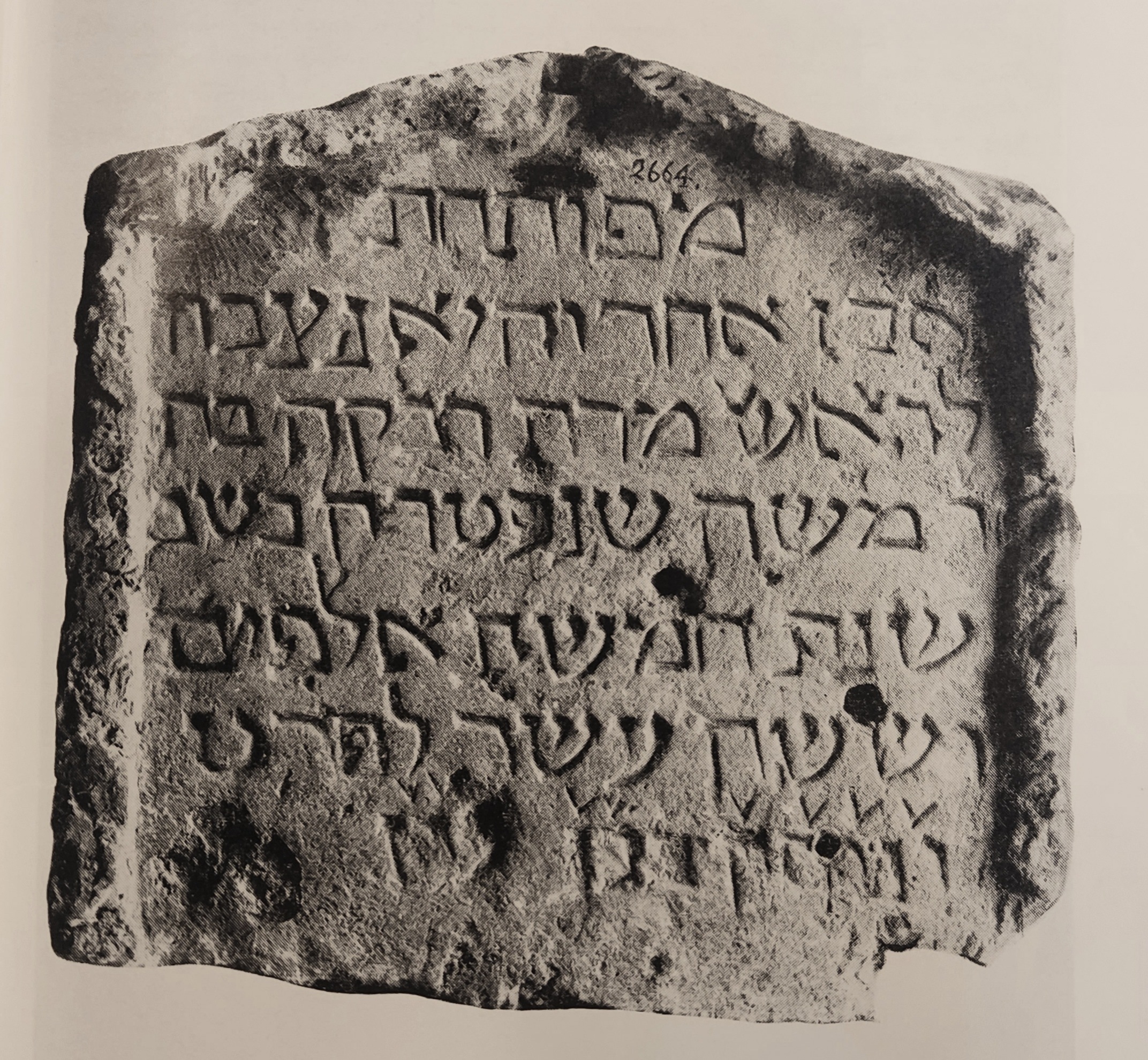
Jüdischer Grabstein aus Tirlemont um 1255 für eine Jüdin Rivka

Die ersten Juden kamen in der Römerzeit etwa um das Jahr 50 n. Chr. Sie lebten etwa in der Linie von Brügge bis Köln, daneben in der Grafschaft Flandern. Sint-Truiden hatte früh eine Synagoge und einen Rabbiner. In Brabant gab es Juden ab dem 13. Jahrhundert in Löwen (1220), Tienen (1232), Mechelen (1273). Vor allem die Brüsseler Gemeinschaft war zahlreich. 1261 ordnete Herzog Hendrik III im Testament die Vertreibung der Juden und Cahorsinen (auch Kawerzen genannt) wegen ihres Wucherzinshandels an sowie die Freistellung der Christen von den Zinspflichten. Die Witwe Adelheid von Burgund war sich unsicher, ob sie dem folgen könne, und fragte Thomas von Aquin um Rat. Im Werk De regimine judaeorum riet er, sie mit Steuern zu belasten und zum Tragen von Erkennungszeichen zu verpflichten. Juden wanderten zu aus England nach der Vertreibung 1290 durch Edward I. In die Grafschaft Hennegau kamen etliche nach der Vertreibung aus Frankreich 1306 durch Philipp IV. (den Schönen) und erneut 1320.
Die Kreuzritter wandten sich 1309 gegen Juden, wurden aber vom Herzog Johann II. im Kastel Genepiën beschützt. In der Großen Pest ab 1348 kam es zwei Jahre lang zu schweren Verfolgungen unter dem Vorwurf der Brunnenvergiftung. In Brüssel starben 600 Juden, auch in Antwerpen, Löwen, Mechelen, Hasselt und Sint-Truiden gab es Tote. Ein Chroniker war der Benediktinerabt in Tournai Gilles Li Muisis. Darauf wanderten zwar neue Juden aus Frankreich ein, doch 1370 wurden in Brüssel und Löwen wieder Juden verbrannt wegen Diebstahl und Hostienschändung. Ähnlich wie in Deutschland sank unter dem Auf und Ab im Verfolgungsdruck die Zahl ansässiger Juden.

## Sephardische Juden
Ende des 15. Jahrhunderts kamen viele conversos aus Spanien und mehr noch Portugal nach Antwerpen. Bekannt sind der marranische Kaufmann Diogo Mendes († 1543 in Antwerpen) oder die Händlerfamilie Rodriguez d’Evora, die nach 1600 in den Adel aufstieg. In der Folgezeit ließen sich viele Sephardim in Belgien und den Niederlanden nieder. Ein Zeichen dafür war der Druck hebräischer Talmudschriften und Rabbinerbibeln durch Daniel Bomberg in Antwerpen und Venedig mithilfe geflohener Marranen. Kaiser Karl V. unterstützte die Ansiedlung 1526 durch ein Edikt, in dem er die Niederlassung mit Familien und Dienstboten zuließ. Dies förderte den ertragreichen Gewürzhandel.
Dennoch gab es Vorwürfe, viele seien immer noch Kryptojuden. 1530 standen in Antwerpen Alfonse Fourco, Diego Lopez, Adam Vaes und Antonio Vaes vor Gericht wegen jüdischer Praktiken und Waffenlieferungen an die Osmanen, wurden aber freigesprochen. Der converso Diogo Mendes wurde 1532 inhaftiert wegen Spionage für die Türken. Er musste sich mit 50.000 Dukaten freikaufen. Der Kaiser bekräftigte sein früheres Edikt 1536, worauf Joseph Nasi sich unter dem Namen Juan Miguez vorübergehend in Antwerpen niederließ. Ein Edikt von 1540 verbot heimliche Sabbatfeiern, 1544 musste Antwerpen ein Marranenregister anlegen. Ihr Wohlstand bot einigen Schutz, der aus Portugal stammende Kaufmann Loys Perez wurde 1546 sogar in den Adelsstand erhoben. 1549 gebot der Kaiser den Konversen, die weniger als sechs Monate im Land waren, es wieder zu verlassen. Die reiche Bankiersfrau Wohltäterin Gracia Nasi (1510–69) zog darauf zunächst nach Venedig, wo sie ihr Geschäft fortsetzte. Filipe Dinis schrieb für die nächsten Jahrzehnte von offen praktiziertem Judentum in Antwerpen bis zur spanischen Eroberung 1585. Diese vertrieb viele Marranen nach Hamburg, Amsterdam oder kurze Zeit das katholische Köln. 1613 kehrte der Kaufmann Abraham Senior Teixera zurück und wurde als „Konsul“ der Gemeinde bestätigt, doch der Dreißigjährige Krieg zwang zu ständigen Ortswechseln in Mitteleuropa. In Antwerpen wirkte der Arzt und Philosoph Juan de Prado († um 1670). Die erste Schokoladenherstellung in Belgien 1663 ging auf einen Converso zurück, der den Rohstoff über den Fernhandel bezog.

## Österreichische Niederlande
Nach 1713 machte die Herrschaft Österreichs in Belgien eine Öffnung für Juden möglich. In dieser Zeit wanderten auch erste aschkenasische Juden in größerer Zahl ein. Kaiser Joseph II. gab Juden das Recht, Handel zu treiben und Grund zu besitzen. Am Ende durften sie auch eigene Friedhöfe anlegen.

## Belgien nach 1830

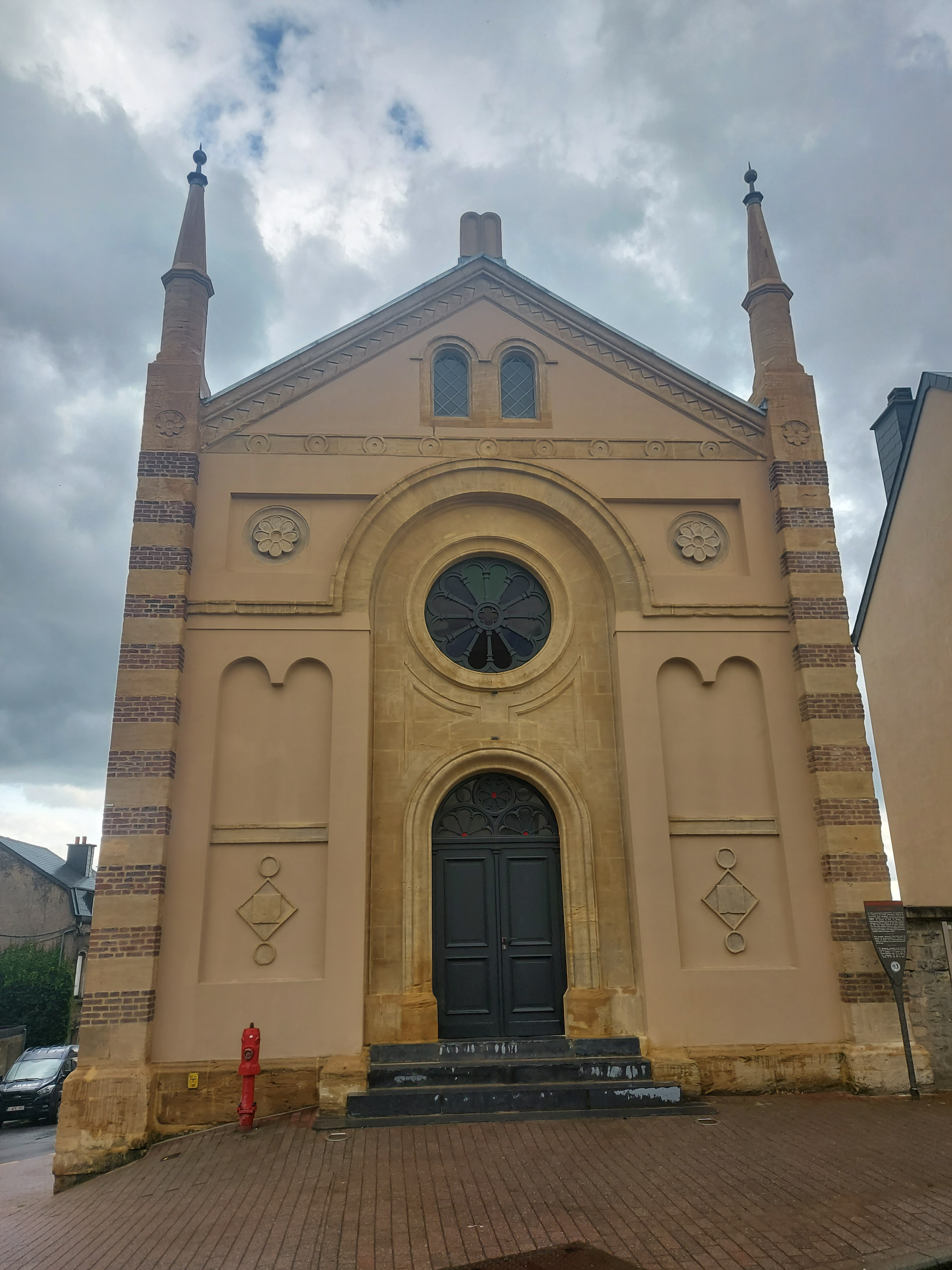
Synagoge in Arlon

Mit der Unabhängigkeit 1831 anerkannte der Nationaal Congres, das erste belgische Übergangsparlament, den jüdischen Gottesdienst. 1832 wurde das Zentrale Israelitische Konsistorium errichtet. 1865 entstand in Aarlen die erste belgische Synagoge, die Hauptsynagoge in der Brüsseler Regentschapsstraat wurde zwischen 1876 und 1877, die in der Antwerpener Bouwmeesterstraat 1892 gebaut. Wichtige Bankiers mit internationalen Kontakten arbeiteten in Belgien: die Familie Bischoffsheim, die Rothschilds, die Oppenheimer. Jacob Wiener war ein bekannter Graveur. Ein Problem ist die Wahrung ewiger Grabruhe auf belgischen Friedhöfen,  die gesetzlich nicht gesichert, aber halachisch geboten ist. Friedhöfe der jüdischen Gemeinden Antwerpens befinden sich daher im benachbarten, niederländischen Putte. Der Begräbnisplatz der Synagogengemeinde Lüttich liegt im niederländischen Eijsden.
Um die Jahrhundertwende übernahm Antwerpen von Amsterdam die Stellung als Weltzentrum des Diamantenhandels. Mit dem Ersten Weltkrieg flüchteten viele jüdische Händler in die Niederlande. Der Antwerpener Camille Huysmans holte sie ab 1919 zurück. Hinzu kamen in den 1920er Jahren viele Einwanderer aus Ostmitteleuropa (Polen, Rumänien) und mit ihnen orthodoxe Richtungen.

## Holocaust in Belgien

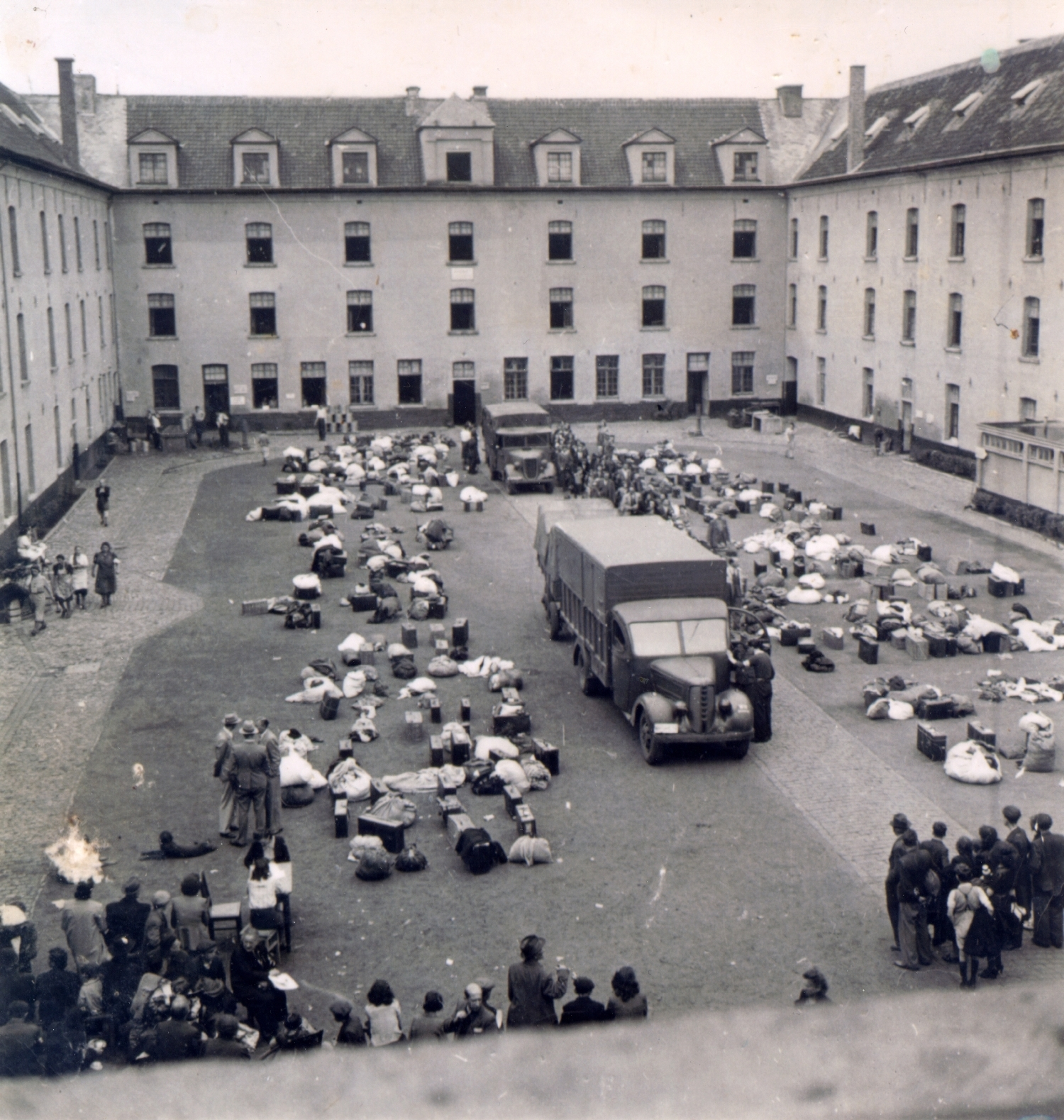
Innenhof der Dossin-Kaserne, 1942

Bis 1939 umfasste die jüdische Gemeinschaft in Belgien ca. 75.000 Personen, konzentriert in Antwerpen und Brüssel. Hinzu kamen 22.000 Flüchtlinge aus Deutschland. Schon vor dem Weltkrieg wuchs der Antisemitismus mit Ausschlüssen und Angriffen. Die deutsche Besetzung Belgiens dauerte von Mai 1940 bis September 1944. Viele Juden wurden inhaftiert, einige auch durch die belgische Polizei. Ihr Internierungsort war das Fort Breendonk. 1942 begannen die Massendeportationen in den Osten Europas, das Durchgangslager war die Dossin-Kaserne in Mechelen, worin heute eine Gedenkstätte ist. Um 25.000 Juden wurden in 28 Zugkonvois von August 1942 bis Juli 1944 abtransportiert. Von diesen überlebten nur 5 Prozent. Eine spektakuläre Befreiungsaktion war der Überfall auf den 20. Deportationszug nach Auschwitz am 19. April 1943 durch drei Jungen, die vom Ukkeler Atheneum kamen, darunter Youra Livchitz. Beachtlich war das Verhalten der nichtjüdischen Bevölkerung, die Juden nicht als solche bei den Deutschen verrieten, aber auch die Kooperation belgischer Behörden mit den Deutschen. Es gibt eine öffentliche Debatte, ob ein Holocaust-Museum für Belgien Teil der Erinnerungspolitik werden soll.

## Juden nach 1945 und in der Gegenwart

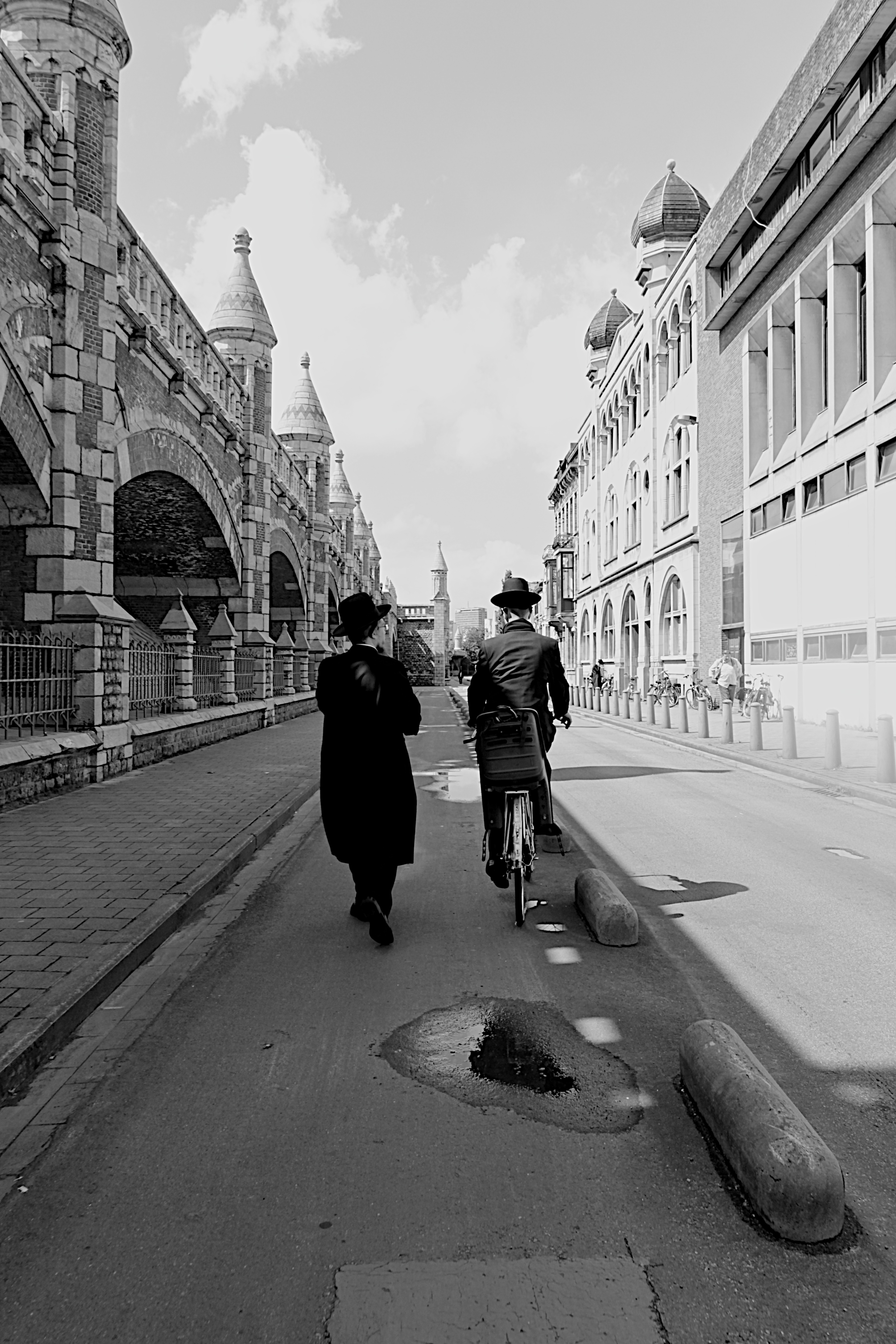
Orthodoxe Juden vor einer Synagoge in Antwerpen (2012)

Etwa 45.000 Juden leben gegenwärtig wieder in Belgien, davon allein 20.000 in Antwerpen, dem „Jerusalem des Nordens“. Das Bild des jüdischen Viertels (Joodse Buurt in der Nähe des Hauptbahnhofs) prägen 6.000 Chassidim, die erst ab dem 19. Jahrhundert zuwanderten. Hier wird immer noch Jiddisch als Muttersprache gelernt wie in bestimmten Gemeinden in New York oder Israel. Es gibt daher viele jüdische Schulen, fünf jüdische Zeitungen und in ganz Belgien 45, davon 30 Synagogen in Antwerpen. Sophie Wilmès wurde 2019 die erste Premierministerin Belgiens mit jüdischen Familienwurzeln.
Im 21. Jahrhundert hat der Antisemitismus in Form des Antiisraelismus in Belgien erheblich zugenommen, auch weil eine starke muslimische Immigration eingesetzt hatte. Inzwischen gibt es sogar eine militärische Bewachung der Schulwege. Ein Höhepunkt war der Anschlag auf das Belgische Jüdische Museum in Brüssel im Mai 2014, als ein Franko-Algerier vier Menschen erschoss. Eine juristische Debatte betraf das Schächten sowohl für Juden als auch Muslime, das aus Tierschutzgründen verboten wurde, damit aber eine jüdische Tradition beendete. In den Jahren 2019 und 2020 wurden dem traditionellen Karnevalsumzug in Aalst antisemitische Darstellungen vorgeworfen, worauf die UNESCO den Titel Weltkulturerbe aberkannte und die EU ermittelte.

## Bekannte Personen jüdischer Abstammung
- Pierre Alechinsky (* 1927), Maler[9]
- Virginie Efira (* 1977), Schauspielerin[10]
- François Englert, Physiker und Nobelpreisträger 2013
- Paul Hymans, Politiker und Vorsitzender des Völkerbunds[11]
- Werner Lambersy (1941–2021), Dichter[12]
- Alfred Loewenstein (1877–1928), Bankier[13]
- Mischaël Modrikamen, Politiker und Richter[14]
- Nat Neujean (1923–2018), Bildhauer[15]
- Frank Oz (* 1944), Schauspieler[16]
- Ilya Prigogine, Chemiker und Nobelpreisträger 1977[17]
- Léon Rosenfeld (1904–1974), Physiker[18]
- Gaston Salmon, Olympiachampion im Degenfechten 1912[19]
- Adolphe Samuel (1824–1898), Musiker[20]
- Jean-Claude Van Damme (* 1960), Schauspieler und Karatesportler[21]
- Éliane Vogel-Polsky (1926–2015), Anwältin und Feministin[22]
- Sophie Wilmès (* 1975), Politikerin[23]

## Einzelbelege
1. ↑  Aron Di Leone Leoni: The Hebrew Portuguese nations in Antwerp and London at the time of Charles V and Henry VIII: new documents and interpretations. KTAV, Jersey City, NJ 2011, ISBN 978-0-88125-866-0.
2. ↑  Vor 80 Jahren begannen die Zugtransporte von Juden aus Belgien in die Vernichtungslager. brt, 4. August 2022, abgerufen am 15. Mai 2024.
3. ↑  Verbeeck Georgi: Erinnerungspolitik in Belgien. In: APZ. BPB, 7. Februar 2008, abgerufen am 15. Mai 2024.
4. ↑  Gerd Busse: Pocket Belgien. Hrsg.: Bundeszentrale für politische Bildung. ISBN 978-3-8389-7227-5, S. 194–198 (bpb.de).
5. ↑  Margalit Berger, Anja von Cysewski: Traditionsreiche Muttersprache - In Antwerpen spricht man noch Jiddisch. deutschlandfunkkultur.de, 2020, abgerufen am 15. Mai 2024.
6. ↑  Jan Kampmann: Antisemitismus in Belgien - "Massenauswanderung ist keine Lösung". deutschlandfunk.de, 5. März 2015, abgerufen am 15. Mai 2024.
7. ↑  Paris attacks and Brussels raids prompt Belgium's Jews to consider new exodus. 30. November 2015, abgerufen am 14. Mai 2024 (englisch).
8. ↑   Thomas Kirchner: Umstrittener Aalster Karneval zeigt wieder antisemitische Klischees Süddeutsche Zeitung, 24. Februar 2020, abgerufen am 15. Mai 2024
9. ↑  Pierre Alechinsky Fostered a Key Link Between Western and Eastern Avant-Gardism. (englisch).
10. ↑  Edmée Cuttat: Virginie Efira, sur les traces de Mary Poppins. (deutsch: Virginie Efira, in the footsteps of Mary Poppins). In: Femina. 23. Mai 2016, archiviert vom Original am 19. September 2020; abgerufen am 16. Juni 2020 (französisch).  Info: Der Archivlink wurde automatisch eingesetzt und noch nicht geprüft. Bitte prüfe Original- und Archivlink gemäß Anleitung und entferne dann diesen Hinweis.
11. ↑  Thomas Gergely: Salomon Louis Hymans et la Brabançonne. Institut D'etudes du Judaisme, 25. Oktober 2019, abgerufen am 16. April 2023 (französisch).
12. ↑  Pascal Goffaux: Werner Lambersy, présence d'un poète disparu. RTBF (französisch).
13. ↑  Maurice Privat, Friedrich Markus Huebner: Finanz giganten Alfred Loewensteins glück und ende. E.A. Seemann, 1929, S. 11 (google.com).
14. ↑  Cnaan Liphshiz: Un avocat juif belge est le meilleur allié de Steve Bannon en Europe. The Times of Israel, 3. Dezember 2018, archiviert vom Original am 14. April 2023; abgerufen am 15. April 2023 (französisch).
15. ↑  Dan Mikhman: Belgium and the Holocaust: Jews, Belgians, Germans. Berghahn Books, 1998, ISBN 978-965-308-068-3, S. 549 (englisch, google.com).
16. ↑  John Clark:  Frank Oz and that little voice inside In: Los Angeles Times, 12. August 2007. Abgerufen am 1. Dezember 2015 (englisch). „[Oz's] mother was Flemish, his father Dutch, and he spent the first five years of his life in Belgium“
17. ↑   Vicomte Ilya Prigogine (Obituary, The Telegraph) In: The Daily Telegraph, 5. Juni 2003. Abgerufen am 12. März 2012 (englisch).
18. ↑  Anja Skaar Jacobsen: Léon Rosenfeld Physics, Philosophy, and Politics in the Twentieth Century. World Scientific, 2012, ISBN 978-981-4307-81-9, S. 164 (englisch, google.com).
19. ↑  Paul Taylor: Jews and the Olympic Games: The Clash Between Sport and Politics : with a Complete Review of Jewish Olympic Medallists. Sussex Academic Press, 2004, ISBN 978-1-903900-87-1, S. 241 (englisch, google.com).
20. ↑  Hedwige Baeck-Schilders ·: Emile Wambach (1854-1924) en het Antwerpse muziekleven. AWLSK, 1986, ISBN 978-90-6569-376-1, S. 29 (niederländisch, google.com).
21. ↑  Jean-Claude Van Damme | No retreat, no surrender. Abgerufen am 22. Mai 2024.
22. ↑  Éliane VOGEL-POLSKY chosen as "patronne de promotion" 2021/2022. In: www.coleurope.eu. College of Europe (englisch).
23. ↑   Belgium names first ever Jewish, female prime minister, Israel-Hayom, 31. Oktober 2019. Abgerufen am 17. November 2020 (englisch).